# 1774 w muzyce
Wydarzenia muzyczne w 1774 roku.

## Dzieła
- Karl Friedrich Abel – 6 Keyboard Concertos, Op. 11
- Johann Christian Bach – Symphony in B-flat major, W.B 17
- Wilhelm Friedemann Bach – Keyboard Sonata in B-flat major, F.9
- Joseph Haydn – Baryton Trio in D major, Hob.XI:34
- Joseph Haydn – Wielka Msza Organowa
- Niccolò Jommelli – Pietà Signore, H.Anh.42
- Wolfgang Amadeus Mozart – Koncert na fagot i orkiestrę (KV 191)
- Joseph Bologne, Chevalier de Saint-Georges – 2 Violin Concertos, Op. 3 i 4

## Dzieła operowe
- Pasquale Anfossi – Rzekoma ogrodniczka
- Christoph Willibald Gluck – Iphigenie en Aulide
- Josef Mysliveček – Artaserse
- Giovanni Paisiello – Il duello comico
- Giovanni Paisiello – La frascatana
- Antonio Salieri – La Calamita de’ cuori

## Prace z zakresu muzyki
- Johann Adam Hiller – Anweisung zum musikalisch-richtigen Gesange
- Johann Adam Hiller – Exempel-Buch der Anweisung zum Singen
- Giovanni Battista Martini – Esemplare, o sia Saggio fondamentale pratico di contrappunto
- Johann Friedrich Reichardt – Briefe eines aufmerksamen Reisenden die Musik betreffend

## Urodzili się
- 16 lutego – Pierre Rode, francuski skrzypek i kompozytor (zm. 1830)
- 5 marca – Christoph Ernst Friedrich Weyse, duński kompozytor, pianista i organista (zm. 1842)
- 17 kwietnia – Václav Jan Křtitel Tomášek, czeski kompozytor i pedagog muzyczny (zm. 1850)
- 14 listopada – Gaspare Spontini, włoski kompozytor i dyrygent (zm. 1851)
- 15 listopada – William Horsley, angielski kompozytor i organista (zm. 1858)

Data dzienna nieznana
- Józef Deszczyński, polski kompozytor i kapelmistrz (zm. 1844)

## Zmarli
- 20 stycznia – Florian Leopold Gassmann, czeski kompozytor (ur. 1729)
- 30 stycznia
  - Jean-Pierre Guignon, francuski kompozytor i skrzypek pochodzenia włoskiego (ur. 1702)
  - František Tůma, czeski organista i kompozytor (ur. 1704)
- 25 sierpnia – Niccolò Jommelli, włoski kompozytor (ur. 1714)
- 2 grudnia – Johann Friedrich Agricola, niemiecki kompozytor i organista (ur. 1720)

Data dzienna nieznana
- Johann Daniel Pucklitz, niemiecki kompozytor (ur. 1705)